# Boulevard Père-Lelièvre
Le boulevard Père-Lelièvre est une artère d'orientation est-ouest située à Québec.

## Situation et accès
Le boulevard débute à l'est à son intersection avec le boulevard Wilfrid-Hamel. Son tracé est très sinueux, longeant la rivière Saint-Charles dans l'ouest du quartier de Vanier puis dans Duberger–Les Saules. À mi-parcours, le boulevard est surplombé par l'autoroute Robert-Bourassa. Avant de se terminer en cul-de-sac, le boulevard rencontre perpendiculairement les boulevards Neuvialle et Masson. Sa longueur approximative est de 5,6 km.

## Origine du nom
Il rend mémoire au père Victor Lelièvre, un missionnaire français. Cet oblat de Marie-Immaculée immigre au Québec en 1903. Il est vicaire dans la paroisse de Saint-Sauveur durant une cinquantaine d'années. Il participe à la popularisation du symbole du Sacré-Cœur de Jésus au Québec. En 1923, il fonde la Maison Jésus-Ouvrier, situé sur l'actuel boulevard.
L'odonyme est officialisé par la Commission de toponymie le 25 juin 1987.

## Historique
L'ancêtre du boulevard, le « chemin de la Petite-Rivière », en référence au village de La Petite-Rivière, l'ancien nom de Duberger, est tracé au 17e siècle. Ce chemin, dont le boulevard Wilfrid-Hamel est aussi un hérité, permettait de relier Québec à Notre-Dame-de-Lorette.
Devenu boulevard, il prend son nom actuel le 16 mars 1964.